# 시묘초등학교
시묘초등학교는 충청남도 논산시 은진면 시묘리 496-1에 있었던 공립 초등학교이다.

## 연혁
- 1968년 9월 1일 은진국민학교 시묘분교장 개교
- 1973년 3월 10일 시묘국민학교 승격
- 1996년 3월 1일 시묘초등학교로 개칭
- 1997년 3월 1일 폐교